# Adâncata (okręg Jałomica)
Adâncata – wieś w Rumunii, w okręgu Jałomica, w gminie Adâncata. W 2011 roku liczyła 1785 mieszkańców.